# Albee (Dakota Południowa)
Albee – miasto w Stanach Zjednoczonych, w stanie Dakota Południowa, w hrabstwie Grant.